# 上械集團
上海醫療器械（集團）有限公司，簡稱上械集團，1951年建廠及成立。前身為1991年创立的上海医疗器械工业（集团）公司。

## 历史
主要業務生產手术器械、离心机、卫生材料及敷料、药用膏贴、X射线诊断设备、手术床、X射线管、放射治疗设备、消毒灭菌设备、医用仪表、热工仪表、医用保健产品、医用影像增强管、医用电子仪器、超声诊断设备等最多。其主要品牌為“上医”、“鸽牌”、“金钟”、“中亚”、“上卫”、“三叶”、“三线”、“上海”、“天平”、“阿洛卡”、“泰雷兹”、“麦迪逊”等品牌。
現時董事長陈坚，以及总经理赵春生。2005年，被華潤集團旗下的華潤醫藥收購。2014年3月3日，华润万东发布公告，表示转让华润万东控股权和上械集团100%股权。2015年被鱼跃医疗收购。总部位于上海市闵行区申虹路683弄1号，前总部位于黄浦区江西中路215号（上海公共租界工部局大楼）。

## 外部連結
- 上海醫療器械（集團）有限公司